# Tschammerpokal 1936

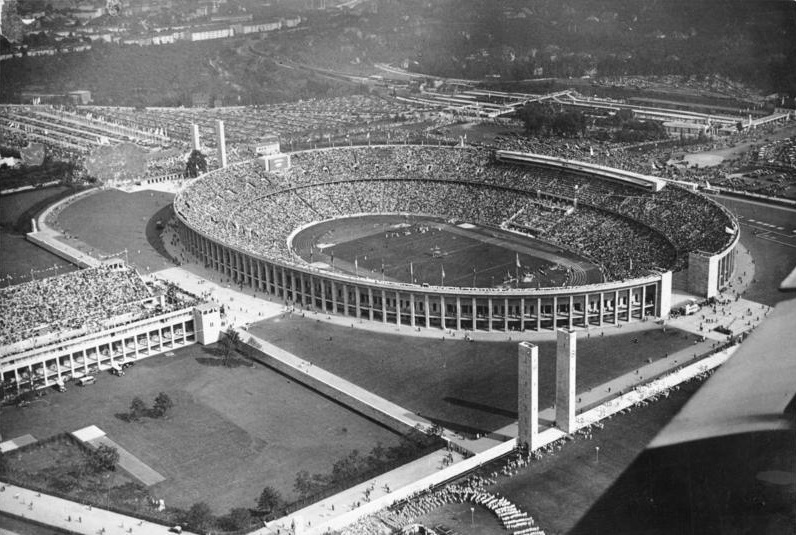
Im Olympiastadion, Berlin fand das Endspiel statt.

Die Deutsche Vereinspokalmeisterschaft 1936, im Volksmund nach dem damaligen „Reichssportführer“ und Initiator des Wettbewerbs Hans von Tschammer und Osten als Tschammerpokal bezeichnet, war die zweite Auflage eines nationalen Fußball-Pokalwettbewerbs in Deutschland. Insgesamt nahmen 5291 Mannschaften, darunter 4112 Kreisligisten, am Wettbewerb teil. Der Wettbewerb war wie im Vorjahr in vier Phasen unterteilt und wurde nach dem gleichen Modus ausgetragen. In zwei Abschnitten spielten zunächst die Kreisliga- und Bezirksligamannschaften um die Qualifikation für die Hauptrunde, in der auch die Gauligisten in den Wettbewerb eingriffen. Erneut qualifizierten sich 64 Teams für die Schlussrunde.
Im Finale, das erst am 3. Januar 1937 ausgetragen wurde, standen sich der VfB Leipzig und der FC Schalke 04 gegenüber. Dabei unterlag der haushohe Favorit Schalke 04 vor 70.000 Zuschauern im Berliner Olympiastadion dem Außenseiter aus Leipzig mit 1:2.

## Teilnehmende Mannschaften
Für die 1. Schlussrunde waren folgende Mannschaften qualifiziert
- die 16 Gauligen-Meister der Saison 1935/36

| Gauliga       | Verein                       |  | Gauliga            | Verein              |
| ------------- | ---------------------------- |  | ------------------ | ------------------- |
| Ostpreußen    | SV Hindenburg Allenstein     |  | Pommern            | Viktoria Stolp      |
| Nordmark      | Eimsbütteler TV              |  | Berlin-Brandenburg | Berliner SV 92      |
| Niedersachsen | Werder Bremen                |  | Mitte              | 1. SV Jena          |
| Westfalen     | FC Schalke 04                |  | Niederrhein        | Fortuna Düsseldorf  |
| Mittelrhein   | Kölner CfR                   |  | Hessen             | FC Hanau 93         |
| Schlesien     | Vorwärts-Rasensport Gleiwitz |  | Sachsen            | Polizei SV Chemnitz |
| Südwest       | Wormatia Worms               |  | Baden              | SV Waldhof Mannheim |
| Württemberg   | Stuttgarter Kickers          |  | Bayern             | 1. FC Nürnberg      |

- die 48 aus den Pokalspielen auf regionaler Ebene qualifizierte Vereine

| Gaugruppe                                             | Verein |  | Gaugruppe                        | Verein |
| ----------------------------------------------------- | --- |  | -------------------------------- | --- |
| Ostpreußen / Berlin-Brandenburg / Schlesien / Pommern | Preußen Danzig MSV von der Goltz Tilsit Hertha BSC Minerva 93 Berlin Viktoria 89 Berlin SC Wacker 04 Tegel Beuthener SuSV 09 MSV Cherusker Görlitz VfB Preußen Langenbielau    |  | Mitte / Nordmark / Niedersachsen | SV Dessau 05 Wacker Halle Altonaer FC 93 VfL SC Victoria Hamburg Holstein Kiel SV Polizei Lübeck SV Algermissen Hannover 96 VfB Peine                     |
| Westfalen / Niederrhein / Mittelrhein                 | SV ASA Atsch VfL Benrath Arminia Bielefeld SpVgg 08 Klafeld-Geisweid Rot-Weiß Oberhausen Rheydter Spielverein SpVgg Röhlinghausen VfvB Ruhrort SSV Vingst 05 Westmark 05 Trier |  | Sachsen / Hessen / Bayern        | BC Hartha VfB Leipzig Wacker Leipzig Planitzer SC VfB Friedberg CSC 03 Kassel Wacker Marktredwitz FC Bayern München TSV 1860 München 1. FC Schweinfurt 05 |
| Südwest / Baden / Württemberg                         | SV Flörsheim Freiburger FC Kickers Offenbach FK Pirmasens FV Saarbrücken Karlsruher FC Phönix 1. FC Pforzheim SV 1898 Feuerbach VfB Stuttgart 1. SSV Ulm 1928                  |  |                                  | |

## 1. Schlussrunde
Die Spiele fanden von 7. Juni bis 16. August 1936 statt.
| Datum         |                           | Ergebnis  |                              |
| ------------- | ------------------------- | --------- | ---------------------------- |
| So 07.06.1936 | SV Algermissen            | 1:4       | Werder Bremen                |
| So 07.06.1936 | VfB Peine                 | 2:0       | Hannover 96                  |
| Do 11.06.1936 | Westmark 05 Trier         | 3:1       | FV Saarbrücken               |
| Do 11.06.1936 | Kölner CfR                | 0:0 n. V. | SSV Vingst 05                |
| Sa 13.06.1936 | Wacker Marktredwitz       | 0:1       | VfB Stuttgart                |
| Sa 13.06.1936 | Viktoria 89 Berlin        | 2:1       | Wacker Leipzig               |
| Sa 13.06.1936 | Sportvg Feuerbach         | 5:2       | Karlsruher FC Phönix         |
| So 14.06.1936 | 1. FC Pforzheim           | 7:0       | FK Pirmasens                 |
| So 14.06.1936 | 1. FC Schweinfurt 05      | 4:0       | FC Hanau 93                  |
| So 14.06.1936 | BC Hartha                 | 8:0       | Wacker Halle                 |
| So 14.06.1936 | Cherusker Görlitz         | 1:2       | Berliner SV 92               |
| So 14.06.1936 | CSC 03 Kassel             | 1:2       | Polizei Chemnitz             |
| So 14.06.1936 | FC Altona 93              | 3:5       | Wacker 04 Berlin             |
| So 14.06.1936 | FC Bayern München         | 3:4       | 1. SSV Ulm 1928              |
| So 14.06.1936 | Freiburger FC             | 2:0       | Kickers Offenbach            |
| So 14.06.1936 | Hertha BSC                | 3:2       | Eimsbütteler TV              |
| So 14.06.1936 | Holstein Kiel             | 1:2 n. V. | SV Polizei Lübeck            |
| So 14.06.1936 | VfB Preußen Langenbielau  | 2:7       | Vorwärts-Rasensport Gleiwitz |
| So 14.06.1936 | SpVgg Röhlinghausen       | 2:1       | Arminia Bielefeld            |
| So 14.06.1936 | Stuttgarter Kickers       | 0:1       | TSV 1860 München             |
| So 14.06.1936 | Beuthener SuSV 09         | 3:2       | Minerva 93 Berlin            |
| So 14.06.1936 | VfB Leipzig               | 5:0       | 1. SV Jena                   |
| So 14.06.1936 | VfL Benrath               | 2:0       | Rheydter SV                  |
| So 14.06.1936 | VfvB Ruhrort              | 2:5       | FC Schalke 04                |
| So 14.06.1936 | SC Victoria Hamburg       | 6:1       | SV Dessau 05                 |
| So 14.06.1936 | Rot-Weiß Oberhausen       | 7:0       | SV ASA Atsch                 |
| So 14.06.1936 | SV Flörsheim              | 0:1       | SV Waldhof Mannheim          |
| So 21.06.1936 | MSV von der Goltz Tilsit  | 0:2       | SV Hindenburg Allenstein     |
| So 21.06.1936 | Viktoria Stolp            | 6:0       | Preußen Danzig               |
| So 21.06.1936 | Wormatia Worms            | 3:2 n.V   | VfB Friedberg                |
| So 16.08.1936 | SpVgg 08 Klafeld-Geisweid | 2:1       | Fortuna Düsseldorf           |
| So 16.08.1936 | 1. FC Nürnberg            | 7:0       | Planitzer SC                 |

### Wiederholungsspiel
| Datum         |               | Ergebnis |            |
| ------------- | ------------- | -------- | ---------- |
| So 21.06.1936 | SSV Vingst 05 | 8:3      | Kölner CfR |

## 2. Schlussrunde
Die Spiele fanden von 21. Juni bis 23. August 1936 statt.
| Datum         |                              | Ergebnis  |                           |
| ------------- | ---------------------------- | --------- | ------------------------- |
| So 21.06.1936 | Westmark 05 Trier            | 0:1       | VfB Stuttgart             |
| Sa 27.06.1936 | TSV 1860 München             | 3:3 n. V. | 1. FC Pforzheim           |
| So 28.06.1936 | 1. FC Schweinfurt 05         | 5:2       | Sportvg Feuerbach         |
| So 28.06.1936 | Berliner SV 92               | 4:1       | SuSV Beuthen 1909         |
| So 28.06.1936 | FC Schalke 04                | 2:0       | SpVgg Röhlinghausen       |
| So 28.06.1936 | Polizei Chemnitz             | 5:2       | Viktoria 89 Berlin        |
| So 28.06.1936 | 1. SSV Ulm 1928              | 3:0       | Freiburger FC             |
| So 28.06.1936 | SV Hindenburg Allenstein     | 2:1       | Viktoria Stolp            |
| So 28.06.1936 | SV Polizei Lübeck            | 1:3       | Hertha BSC                |
| So 28.06.1936 | VfB Peine                    | 1:0       | BC Hartha                 |
| So 28.06.1936 | Vorwärts Rasensport Gleiwitz | 2:2 n. V. | VfB Leipzig               |
| So 28.06.1936 | Wacker 04 Berlin             | 5:4       | Victoria Hamburg          |
| So 28.06.1936 | Werder Bremen                | 3:2 n. V. | Rot-Weiß Oberhausen       |
| So 28.06.1936 | Wormatia Worms               | 11:10     | SSV Vingst 05             |
| So 23.08.1936 | VfL Benrath                  | 3:2       | 1. FC Nürnberg            |
| So 23.08.1936 | SV Waldhof Mannheim          | 6:0       | SpVgg 08 Klafeld-Geisweid |

### Wiederholungsspiele
| Datum         |                 | Ergebnis |                              |
| ------------- | --------------- | -------- | ---------------------------- |
| So 16.08.1936 | 1. FC Pforzheim | 2:0      | TSV 1860 München             |
| So 23.08.1936 | VfB Leipzig     | 3:0      | Vorwärts Rasensport Gleiwitz |

## Achtelfinale
Die Spiele fanden von 5. bis 20. September 1936 statt.
| Datum         |                          | Ergebnis  |                      |
| ------------- | ------------------------ | --------- | -------------------- |
| Sa 05.09.1936 | VfB Stuttgart            | 0:0 n. V. | FC Schalke 04        |
| So 06.09.1936 | 1. SSV Ulm 1928          | 2:4       | 1. FC Schweinfurt 05 |
| So 06.09.1936 | 1. FC Pforzheim          | 1:2       | Wormatia Worms       |
| So 06.09.1936 | Wacker 04 Berlin         | 1:3       | Werder Bremen        |
| So 06.09.1936 | Polizei Chemnitz         | 0:1       | SV Waldhof Mannheim  |
| So 06.09.1936 | Hertha BSC               | 1:1 n. V. | VfL Benrath          |
| So 06.09.1936 | VfB Leipzig              | 2:0       | Berliner SV 92       |
| So 13.09.1936 | SV Hindenburg Allenstein | 1:3       | VfB Peine            |

### Wiederholungsspiele
| Datum         |               | Ergebnis |               |
| ------------- | ------------- | -------- | ------------- |
| So 20.09.1936 | FC Schalke 04 | 6:0      | VfB Stuttgart |
| So 20.09.1936 | VfL Benrath   | 8:2      | Hertha BSC    |

## Viertelfinale
| Datum         |                     | Ergebnis  |                      |
| ------------- | ------------------- | --------- | -------------------- |
| So 25.10.1936 | Werder Bremen       | 2:5 n. V. | FC Schalke 04        |
| So 25.10.1936 | SV Waldhof Mannheim | 1:2       | 1. FC Schweinfurt 05 |
| So 25.10.1936 | Wormatia Worms      | 3:3 n. V. | VfL Benrath          |
| So 25.10.1936 | VfB Peine           | 2:4       | VfB Leipzig          |

### Wiederholungsspiel
| Datum         |             | Ergebnis |                |
| ------------- | ----------- | -------- | -------------- |
| So 08.11.1936 | Vfl Benrath | 2:3      | Wormatia Worms |

## Halbfinale
| Datum         |               | Ergebnis |                   |
| ------------- | ------------- | -------- | ----------------- |
| So 08.11.1936 | FC Schalke 04 | 3:2      | FC Schweinfurt 05 |
| So 22.11.1936 | VfB Leipzig   | 5:1      | Wormatia Worms    |

## Finale
| VfB Leipzig | VfB Leipzig | FC Schalke 04 | FC Schalke 04 |
| --- | --- | --- | ------------- |
| VfB Leipzig | \| Sonntag, 3. Januar 1937 in Berlin (Olympiastadion) \| \| Ergebnis: 2:1 (2:1) \| \| Zuschauer: 70.000 \| \| Schiedsrichter: Egon Zacher (Berlin) 00000Spielbericht Bei der Konstellation Fünfter der Gauliga Sachsen (VfB Leipzig) gegen den Dritten der deutschen Meisterschaft (Schalke 04) gingen die Knappen als klarer Favorit in das Spiel. Die Leipziger, mit großen Anhang nach Berlin gekommen, ließen sich jedoch davon nicht beeindrucken. Mit ihrem Dreimannsturm ergriffen sie sofort die Initiative und verunsicherten so die überraschte Schalke-Abwehr. Unerwartet machte auch der sonst so souveräne Schalker Torwart Mellage einen unsicheren Eindruck. Sein Fehler in der 20. Minute leitete die Niederlage für den Favoriten ein. Er konnte einen 16-m-Schuss nicht festhalten, sodass Leipzigs Mittelstürmer May seine Mannschaft in Führung schießen konnte. Damit gewann der VfB an Sicherheit, die Abwehr stand geschlossen und hatte mit Wöllner einen sicheren Torwart hinter sich. Der Sturm der Sachsen konnte ungehindert wirbeln, und folgerichtig fiel in der 31. Minute das 2:0 für Leipzig. Wieder war May an dem Treffer beteiligt, er hatte seinen nach vorn stürmenden Linksaußen Gabriel den Ball in den Lauf gespielt. Elf Minuten später konnten die Schalker noch einmal Hoffnung schöpfen, als Rechtsaußenstürmer Kalwitzki mit einem Direktschuss auf 1:2 verkürzen konnte. In der zweiten Halbzeit bestimmte Schalke 04 zunächst das Spiel, doch neben gut anzusehenden Mittelfeldaktionen fehlte der entscheidende Drang nach vorne. Der VfB verzichtete auf jede Effekthascherei und ließ nach englischer Art den Ball laufen. Nach einer Stunde bekamen die Leipziger wieder Oberwasser, da die Schalker Spieler zunehmend mit Konditionsschwächen zu kämpfen hatten. Völlig verdient konnte der VfB Leipzig so seinen Vorsprung bis zum Schlusspfiff sichern, der im tosenden Beifall der Zuschauer fast unterging. \| | \| Sonntag, 3. Januar 1937 in Berlin (Olympiastadion) \| \| Ergebnis: 2:1 (2:1) \| \| Zuschauer: 70.000 \| \| Schiedsrichter: Egon Zacher (Berlin) 00000Spielbericht Bei der Konstellation Fünfter der Gauliga Sachsen (VfB Leipzig) gegen den Dritten der deutschen Meisterschaft (Schalke 04) gingen die Knappen als klarer Favorit in das Spiel. Die Leipziger, mit großen Anhang nach Berlin gekommen, ließen sich jedoch davon nicht beeindrucken. Mit ihrem Dreimannsturm ergriffen sie sofort die Initiative und verunsicherten so die überraschte Schalke-Abwehr. Unerwartet machte auch der sonst so souveräne Schalker Torwart Mellage einen unsicheren Eindruck. Sein Fehler in der 20. Minute leitete die Niederlage für den Favoriten ein. Er konnte einen 16-m-Schuss nicht festhalten, sodass Leipzigs Mittelstürmer May seine Mannschaft in Führung schießen konnte. Damit gewann der VfB an Sicherheit, die Abwehr stand geschlossen und hatte mit Wöllner einen sicheren Torwart hinter sich. Der Sturm der Sachsen konnte ungehindert wirbeln, und folgerichtig fiel in der 31. Minute das 2:0 für Leipzig. Wieder war May an dem Treffer beteiligt, er hatte seinen nach vorn stürmenden Linksaußen Gabriel den Ball in den Lauf gespielt. Elf Minuten später konnten die Schalker noch einmal Hoffnung schöpfen, als Rechtsaußenstürmer Kalwitzki mit einem Direktschuss auf 1:2 verkürzen konnte. In der zweiten Halbzeit bestimmte Schalke 04 zunächst das Spiel, doch neben gut anzusehenden Mittelfeldaktionen fehlte der entscheidende Drang nach vorne. Der VfB verzichtete auf jede Effekthascherei und ließ nach englischer Art den Ball laufen. Nach einer Stunde bekamen die Leipziger wieder Oberwasser, da die Schalker Spieler zunehmend mit Konditionsschwächen zu kämpfen hatten. Völlig verdient konnte der VfB Leipzig so seinen Vorsprung bis zum Schlusspfiff sichern, der im tosenden Beifall der Zuschauer fast unterging. \| | FC Schalke 04 |
| VfB Leipzig | Bruno Wöllner, Erich Dobermann, Rudolf Große, Gerhard Richter, Erich Thiele, Walter Jähnig, Hans Breidenbach, Martin Schön, Jakob May, Georg Reichmann, Herbert Gabriel Cheftrainer: Heinrich Pfaff | Hermann Mellage, Hans Bornemann, Otto Schweisfurth, Rudolf Gellesch, Hermann Nattkämper, Otto Tibulsky, Ernst Kalwitzki, Fritz Szepan, Ernst Poertgen, Ernst Kuzorra , Ernst Sontow Cheftrainer: Hans Schmidt | FC Schalke 04 |
| VfB Leipzig | 1:0 Jakob May (20.) 2:0 Herbert Gabriel (31.) | 2:1 Ernst Kalwitzki (42.) | FC Schalke 04 |
| Sonntag, 3. Januar 1937 in Berlin (Olympiastadion) | | |               |
| Ergebnis: 2:1 (2:1) | | |               |
| Zuschauer: 70.000 | | |               |
| Schiedsrichter: Egon Zacher (Berlin) 00000Spielbericht Bei der Konstellation Fünfter der Gauliga Sachsen (VfB Leipzig) gegen den Dritten der deutschen Meisterschaft (Schalke 04) gingen die Knappen als klarer Favorit in das Spiel. Die Leipziger, mit großen Anhang nach Berlin gekommen, ließen sich jedoch davon nicht beeindrucken. Mit ihrem Dreimannsturm ergriffen sie sofort die Initiative und verunsicherten so die überraschte Schalke-Abwehr. Unerwartet machte auch der sonst so souveräne Schalker Torwart Mellage einen unsicheren Eindruck. Sein Fehler in der 20. Minute leitete die Niederlage für den Favoriten ein. Er konnte einen 16-m-Schuss nicht festhalten, sodass Leipzigs Mittelstürmer May seine Mannschaft in Führung schießen konnte. Damit gewann der VfB an Sicherheit, die Abwehr stand geschlossen und hatte mit Wöllner einen sicheren Torwart hinter sich. Der Sturm der Sachsen konnte ungehindert wirbeln, und folgerichtig fiel in der 31. Minute das 2:0 für Leipzig. Wieder war May an dem Treffer beteiligt, er hatte seinen nach vorn stürmenden Linksaußen Gabriel den Ball in den Lauf gespielt. Elf Minuten später konnten die Schalker noch einmal Hoffnung schöpfen, als Rechtsaußenstürmer Kalwitzki mit einem Direktschuss auf 1:2 verkürzen konnte. In der zweiten Halbzeit bestimmte Schalke 04 zunächst das Spiel, doch neben gut anzusehenden Mittelfeldaktionen fehlte der entscheidende Drang nach vorne. Der VfB verzichtete auf jede Effekthascherei und ließ nach englischer Art den Ball laufen. Nach einer Stunde bekamen die Leipziger wieder Oberwasser, da die Schalker Spieler zunehmend mit Konditionsschwächen zu kämpfen hatten. Völlig verdient konnte der VfB Leipzig so seinen Vorsprung bis zum Schlusspfiff sichern, der im tosenden Beifall der Zuschauer fast unterging. | | |               |

## Erfolgreichste Torschützen
(1. Schlussrunde bis Finale)
| Spieler        | Verein              | Tore |
| -------------- | ------------------- | ---- |
| Hermann Budde  | VfL Benrath         | 7    |
| Ernst Poertgen | FC Schalke 04       | 7    |
| Karl Hohmann   | VfL Benrath         | 6    |
| Erwin Helmchen | Polizei SV Chemnitz | 6    |
| Josef Fath     | Wormatia Worms      | 6    |